# Европейский медицинский центр
Европейский медицинский центр (European Medical Center, EMC) — российская сеть частных клиник, расположенная в Москве. Является одной из крупнейших в России и крупнейшей, работающей в премиальном сегменте. Основана в 1989 году для оказания медицинской помощи иностранцам.

## История
Европейский медицинский центр был создан в Москве в 1989 году при участии французской Europ Assistance на базе поликлиники № 6, где обслуживались преимущественно иностранцы. Изначально он состоял всего из нескольких кабинетов, где прием вели в основном европейские специалисты. В 1994 году владельцем центра стал француз Андре Кобулофф, потомок эмигрантов, тогда же компания взяла в аренду особняк в Спиридоньевском переулке. Именно там в 2001 году была открыта первая многопрофильная клиника EMC. В этот период основными пациентами центра были дипломаты и живущие в Москве иностранные специалисты.
В 2004 году главным врачом EMC стал Леонид Печатников, в 2010—2012 годах возглавлявший Департамент здравоохранения Москвы, а в 2012—2018 годах занимавший пост вице-мэра. При нем компетенции центра значительно расширились: в несколько раз выросло число операций, появилась собственная служба экстренной помощи.
В 2006 году Кобулофф продал EMC Аптечной сети 36,6, стоимость сделки, по оценкам экспертов, составила 15-20 млн долларов. В 2008 году EMC приобрел бывший акционер производителя соков Нидан Игорь Шилов уже за 110 млн долларов. В 2012 году блокирующий пакет акций был продан инвестиционному фонду Baring Vostok.
В 2009 году была открыта вторая клиника EMC в Орловском переулке, в 2012 году заработала третья клиника на улице Щепкина, в 2013 году — клиника на Трифоновской улице. В 2015 году EMC приобрел роддом на улице Правды, ставший вторым в России частным роддомом.
В 2015 году EMC вошел в пятерку крупнейших частных медицинских компаний России с выручкой 6,2 млрд рублей по итогам 2014 года. В первом рейтинге крупнейших частных клиник, составленном журналом Forbes в 2017 году, EMC занял уже второе место — по итогам 2016 года его выручка достигла 9,6 млрд рублей. В 2017 году выручка составила 11,8 млрд рублей.
В 2018 году появились сообщения о планах EMC выйти на IPO. Компания может стать второй российской частной сетью клиник, разместившей свои акции на бирже. В конце 2018 года был открыт собственный центр реабилитации на Рублёво-Успенском шоссе.

## Руководство
Генеральный директор EMC — Андрей Яновский (с 2014 года). И. о. главного врача — Гардашник Розанна Исааковна.

## Структура
По состоянию на 2019 год в структуру EMC входят четыре многопрофильных медицинских центра, собственный центр реабилитации и родильный дом, который возглавляет профессор Наталья Кан, лауреат премии лучшим врачам России «Призвание».
В составе EMC выделяются 19 профильных клиник, включая Европейскую клинику спортивной травматологии и ортопедии (ECSTO). В частности, центр обладает собственной детской клиникой, клиникой пластической хирургии, а также клиникой психиатрии и психотерапии.
Кроме того, с 2015 года в структуре EMC работает отдельный институт онкологии, который возглавляет Салим Нидаль, главный внештатный специалист Департамента здравоохранения Москвы по радиотерапии.